# Goyt
Goyt – rzeka w północno-zachodniej Anglii, jeden z dopływów rzeki Mersey.

## Bieg rzeki
Rzeka Goyt bierze swój początek na wrzosowiskach Axe Edge Moor, w pobliżu rzeki Dane i gospody Cat and Fiddle Inn. Miejsce to znane jest jako dolina Upper Goyt Valley. Droga Cat and Fiddle Road z Buxton do Macclesfield przecina rzekę kierującą się na północ zgodnie z przebiegiem doliny. Rzeka płynie następnie pod starym mostem Derbyshire Bridge, łączącym hrabstwa Derbyshire i Cheshire. 
Następnie rzeka dociera do mostu dla koni jucznych przeniesionego w to miejsce, kiedy zbudowano zbiornik Errwood reservoir w latach 60. XX w. Dalej znajduje się kolejny zbiornik wodny, Fernilee reservoir. Można w tym miejscu zobaczyć też pozostałości dawnej linii kolejowej Cromford and High Peak Railway.
Rzeka Goyt przepływa następnie przez Taxal i Horwich End, gdzie uchodzi do niej potok Todd Brook. Kolejnymi miastami, przez które przepływa rzeka są Whaley Bridge, New Mills (gdzie uchodzi do niej rzeka Sett) i wieś Marple Bridge.
Pomiędzy New Mills i Marple Bridge, w Strawberry Hill, nad najwęższym i najgłębszym odcinku rzeki Goyt znajduje się most lokalnie zwany „Rzymskim Mostem”, chociaż w rzeczywistości pochodzi z ok. 1700 r.; podobnie jak okoliczne zbiorniki wodne zbudowane ok. 1790 r. do przechowywania wody napędzającej koło wodne fabryki Samuela Oldknowa, potem (w czasach wiktoriańskich) reklamowane jako „rzymskie” dla przyciągnięcia turystów. „Rzymski Most” był od 1977 (przez 32 lata) zamknięty, a 23 maja 2009 został oficjalnie otwarty ponownie dla koni, pieszych i rowerzystów.
W New Mills, pomiędzy „Rzymskim Mostem” i „rzymskimi jeziorami” nad rzeką przebiega wiadukt kolejowy Goyt Viaduct (lub: Marple Viaduct), wybudowany w 1863 przez inżyniera Johna George'a Blackburne'a. Tory kolejowe znajdują się 37,8 m ponad powierzchnią wody. Wiadukt jest zabytkiem stopnia II. Wiadukt biegnie równolegle do otwartego w 1800 akweduktu (Goyt Aqueduct lub Marple Aqueduct), którym płynie kanał Peak Forest Canal, przecinający rzekę ok. 30 m ponad jej korytem.
Do Goyt uchodzi następnie rzeka Etherow, zaś w Stockport Goyt łączy się rzeką Tame, tworząc rzekę Mersey.

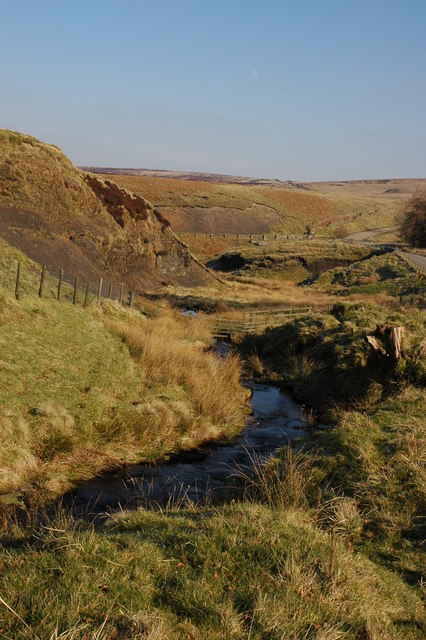
Rzeka Goyt w Goyt Valley
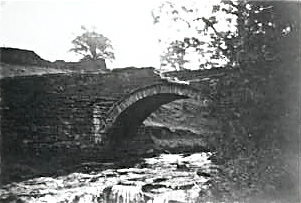
Most dla koni jucznych został uszkodzony w 1960 i odrestaurowany po przeniesieniu
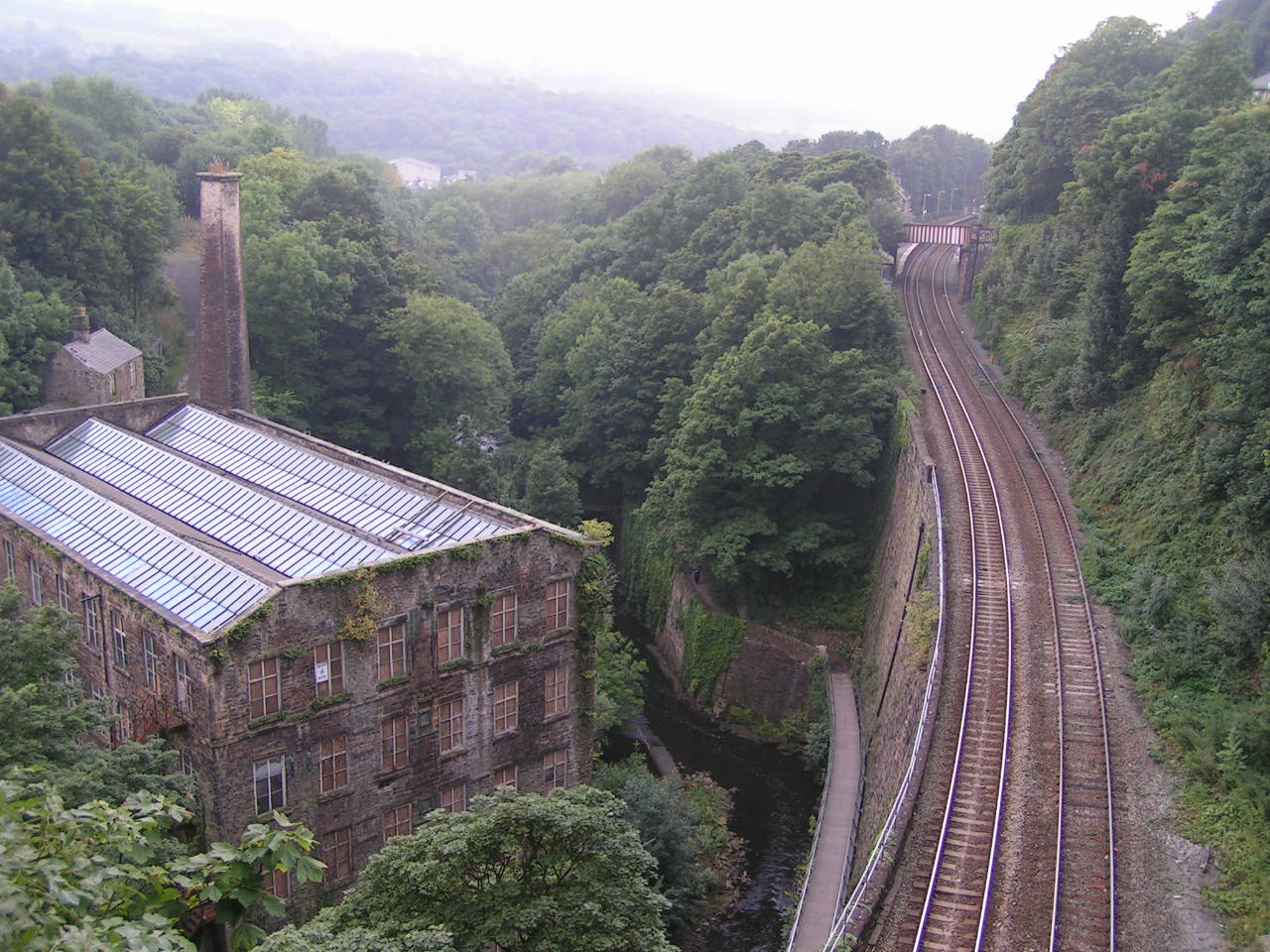
Rzeka Goyt w New Mills pod wiaduktem kolejowym
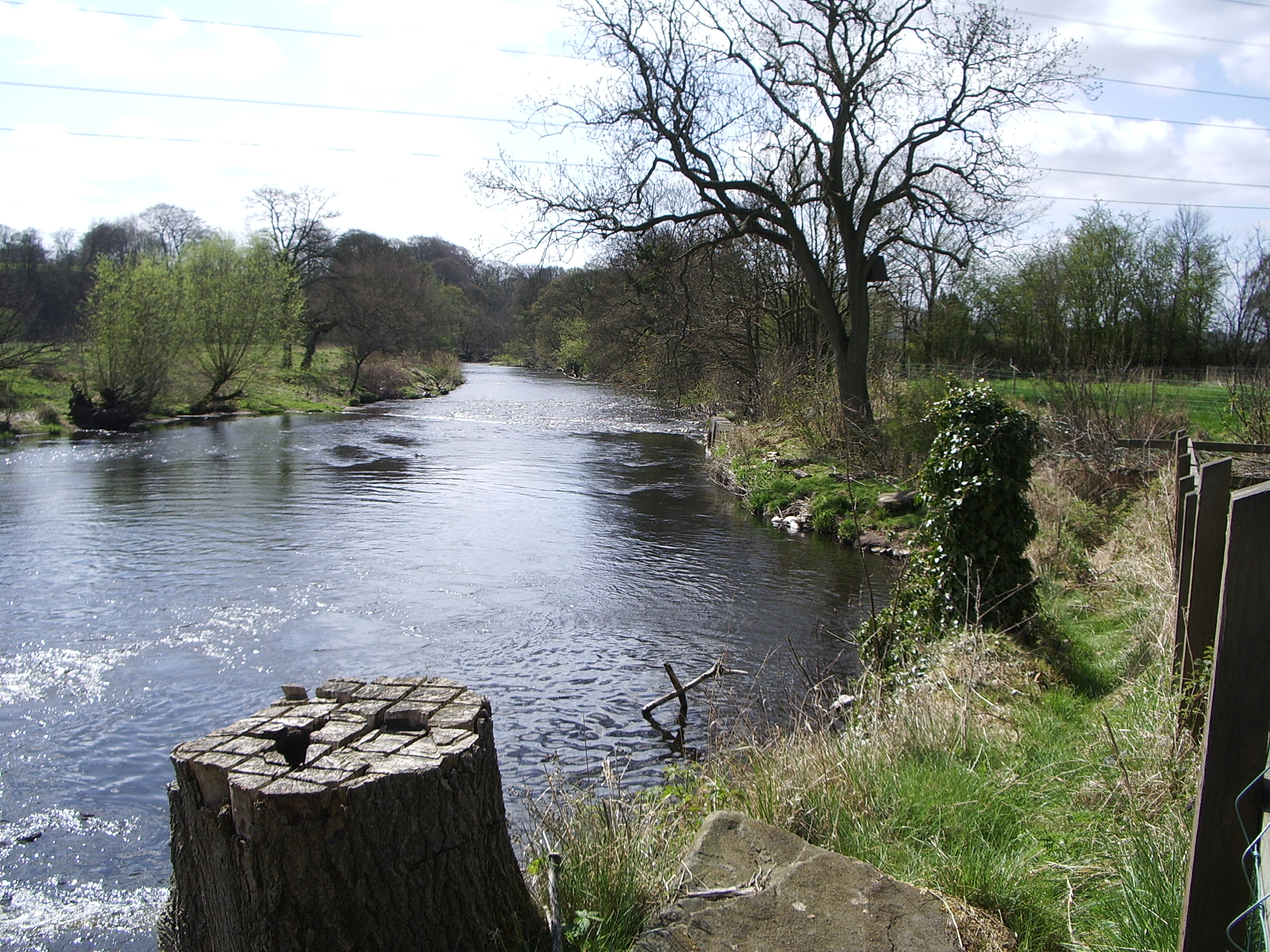
Rzeka Goyt w Marple Dale przed jazem
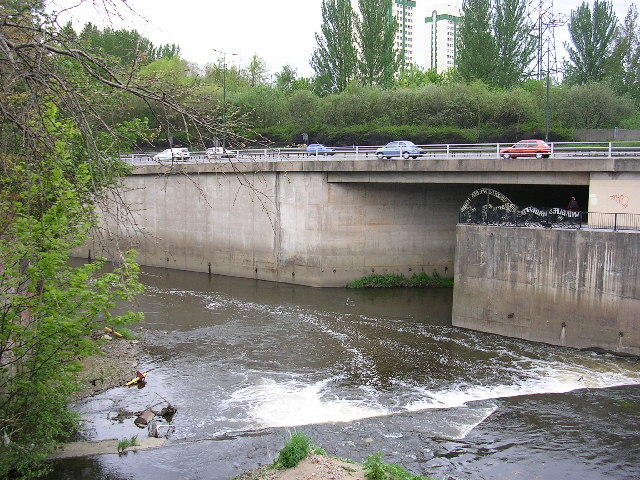
Goyt (po prawej) łączy się z rzeką Tame w Stockport (przy drodze M60) tworząc rzekę Mersey